# Äskiln
Äskiln är en sjö i Skinnskattebergs kommun i Västmanland och ingår i Norrströms huvudavrinningsområde. Sjöns area är 0,035 kvadratkilometer och den befinner sig 100 meter över havet.